# Národní muzeum v Tokiu
Národní muzeum v Tokiu je nejstarším japonským muzeem, největším uměleckým muzeem v Japonsku a jedním z největších muzeí umění na světě. Založené bylo v roce 1872. Muzeum shromažďuje a uchovává komplexní sbírku uměleckých děl a archeologických objektů z Asie, zejména pak z oblasti Hedvábné stezky a z Japonska. Unikátní je sbírka gandhárského umění. Od roku 1882 muzeum sídlí v tokijském parku Ueno. Název Národní muzeum nese od roku 1947. Muzeum vlastní více než 110 000 objektů, z nichž je 87 „japonských národních pokladů“ a 610 „významných kulturních statků“ (k červenci 2005). Muzeum také provádí výzkum a organizuje vzdělávací akce související s jeho sbírkou. V areálu muzea jsou restaurace a obchody, stejně jako venkovní expozice a zahrada. 